# Partidul Acțiune și Solidaritate
Partidul Acțiune și Solidaritate  (PAS) este o formațiune politică centristă, liberală și pro-europeană (i.e., pro-integrare europeană) din Republica Moldova fondată de actualul Președinte al Republicii Moldova, Maia Sandu. Partidul este format pe baza platformei politice „În /pas/ cu Maia Sandu” inițiate la sfârșitul anului 2015.

## Istoric

### Înființarea partidului
Pe 23 decembrie 2015 fostul ministru al educației, Maia Sandu, a anunțat lansarea Mișcării „În PAS cu Maia Sandu” pentru crearea unui nou partid politic. Ulterior grupul de inițiativă al mișcării a decis că viitorul partid se va numi „Partidul Acțiune și Solidaritate”. Totodată, la începutul anului 2016 a fost inițiată campania de colectare a semnăturilor pentru crearea noului partid. Pe parcursul lunii ianuarie 2016 proiectul „Partidul Acțiune și Solidaritate” a reușit să adune 2.431 de semnături, iar până la congresul de constituire al partidului — circa 7.500. 
Congresul de constituire a Partidului Acțiune și Solidaritate s-a desfășurat pe 15 mai 2016 și a ales-o cu votul unanim al delegaților pe Maia Sandu în calitate de președinte al formațiunii. De asemenea, în cadrul Congresului, au fost aleși vicepreședinții PAS – Liliana Nicolaescu-Onofrei și Sergiu Musteață, secretarul general al partidului – Igor Grosu, au fost adoptate statutul, programul și simbolistica PAS. După 11 zile, partidul a fost înregistrat oficial de Ministerul Justiției.

### Alegerile parlamentare din 2019
În vederea alegerilor parlamentare din februarie 2019, Partidul Acțiune și Solidaritate a încheiat o alianță cu „Platforma Demnitate și Adevăr”, numită Blocul electoral „ACUM Platforma DA și PAS”.
 Blocul electoral a obținut 26,84% din voturi, fiind cel de-al doilea partid după numărul de voturi, dar a fost cel de-al treilea după numărul de mandate, obținând 26, iar Partidul Democrat, clasat după blocul ACUM, a luat 30 de mandate, pe baza sistemului electoral mixt, fiind avantajat în circumscripții uninominale. 
În iunie 2019, blocul electoral ACUM a anunțat că formează o coaliție de guvernământ temporară cu Partidul Socialiștilor din Republica Moldova pentru a înlătura regimul oligarhic. Înțelegerea principală cu PSRM a fost aceea că blocul ACUM va vota pentru un președinte al Parlamentului propus de PSRM, iar socialiștii la schimb, să voteze un guvern condus de blocul ACUM. În data de 8 iunie 2019, Zinaida Greceanîi a fost votată în funcția de Președinte al Parlamentului Republicii Moldova, în timp ce Maia Sandu a fost votată în funcția de Prim-ministru al Republicii Moldova. 
La începutul lunii noiembrie 2019, în cadrul concursului de alegere a unui nou procuror general, Olesea Stamate, ministrul justiției, a anunțat că există anumite presiuni din partea unui membru al comisiei (care la rândul său a fost propus de Zinaida Greceanîi) să fie favorizat un anume candidat. Imediat, concursul a fost anulat, iar guvernul condus de Maia Sandu a început procedurile de amendare a legii procuraturii, asumându-și răspunderea.  Pe data de 12 noiembrie 2019, 63 de deputați ai PSRM și PD au votat moțiunea de cenzură, iar astfel guvernul condus de Maia Sandu a fost demis. La 14 noiembrie același an, a fost învestit Guvernul Ion Chicu, susținut de socialiști și democrați.

### Alegerile prezidențiale din 2020

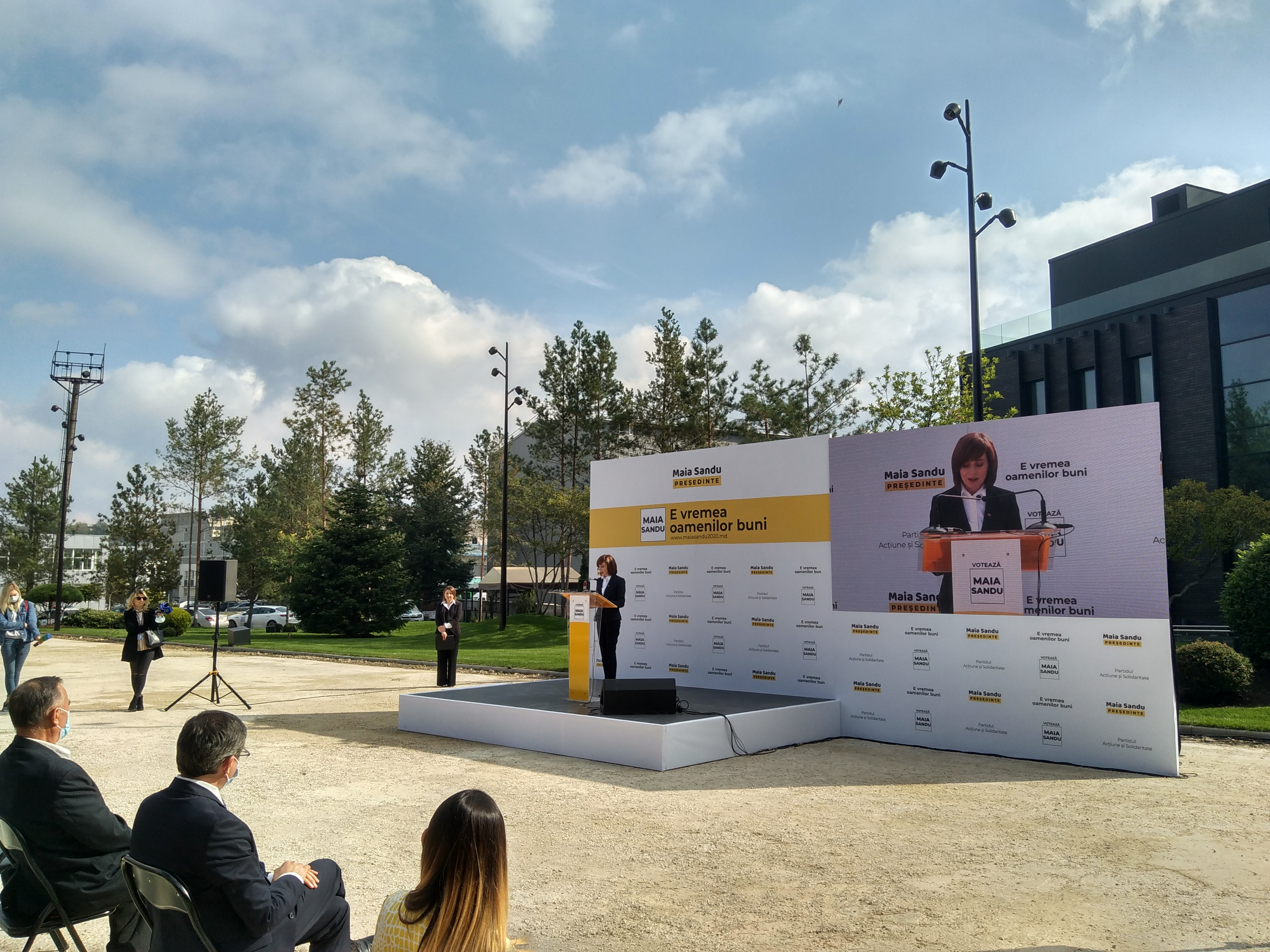
Lansarea Maiei Sandu în campania electorală pentru alegerile prezidențiale din 2020

Pe data de 18 iulie 2020, președintele PAS, Maia Sandu, a anunțat public că va candida în alegerile prezidențiale din 1 noiembrie 2020. Pe data de 2 octombrie 2020, s-a lansat oficial în campania electorală, având drept slogan "E vremea oamenilor buni!". În primul tur al alegerilor a câștigat cu 36,16% (487.635 voturi), intrând în turul 2 cu Igor Dodon. În turul decisiv, Maia Sandu a câștigat zdrobitor, atât pe teritoriul Republicii Moldova, cât și cu diaspora, obținând cel mai mare număr de voturi ale unui candidat în istoria Republicii Moldova, respectiv peste 943.000 (57,72%). La data de 10 decembrie 2020 a demisionat din Partidul Acțiune și Solidaritate, Igor Grosu devenind președinte interimar până la organizarea unui nou congres. Maia Sandu a depus jurământul și a intrat în funcția de Președinte al Republicii Moldova pe data de 24 decembrie 2020.

### Alegerile parlamentare din 2021
Maia Sandu a declarat încă din campania electorală că dizolvarea Parlamentului și organizarea alegerilor parlamentare anticipate este o prioritate. Partidul Acțiune și Solidaritate a depus în ianuarie 2021 o sesizare la Curtea Constituțională a Republicii Moldova pentru a solicita un punct de vedere asupra autodizolvării Parlamentului. Ca răspuns, CC a anunțat că procedura este neconstituțională. Pe data de 27 ianuarie 2021, Maia Sandu a desemnat-o pe Natalia Gavrilița la funcția de prim-ministru, însă niciun deputat nu a acordat votul de încredere, nici măcar cei din PAS. Ulterior, PAS s-a opus candidaturilor din partea PSRM Mariana Durleșteanu și Vladimir Golovatiuc, pe care Maia Sandu le-a evitat. De asemenea, PAS s-a opus instalării stării de urgență pe 60 de zile, acuzând PSRM și Partidul Șor că nu vor să ia decizii pentru sănătatea populației, ci doar pentru a evita alegerile parlamentare anticipate. Ulterior, după ce președintele Maia Sandu a dizolvat Parlamentul pe 28 aprilie 2021, PAS a prezentat pe 5 mai lista candidaților la funcția de deputat în Parlamentul Republicii Moldova. În urma alegerilor parlamentare din 11 iulie 2021, PAS a fost votat de cel mai mare număr de cetățeni din istoria Republicii Moldova, obținând 52,8% din voturi, echivalentul a 63 de mandate în Parlament.
La data de 29 iulie 2021, Igor Grosu a fost votat în funcția de Președinte al Parlamentului Republicii Moldova, iar pe 6 august Natalia Gavrilița a fost votată Prim-ministru al Republicii Moldova.

### La guvernare (2021–prezent)
După alegerile parlamentare anticipate, PAS a obținut controlul parlamentar, lipsindu-i doar 5 deputați ca să obțină și majoritatea constituțională. 
Natalia Gavrilița și-a început activitatea ca prim-ministru la data de 6 august 2021. Cabinetul său este format majoritar de membri independenți din punct de vedere politic, doar câteva ministere fiind ocupate de membri de partid ai PAS. La momentul votării listei de miniștri a fost votat și programul guvernamental, acesta fiind intitulat „Moldova vremurilor bune”, aluzie la sloganele de campanie utilizate de PAS în ultimele campanii electorale (ex: "E vremea oamenilor buni", "Pornim vremurile bune") și conține 45 de pagini.

#### Majorarea pensiilor
Guvernul Gavrilița a anunțat la data de 6 septembrie 2021, că începând cu 1 octombrie 2021, pensia minimă va crește pentru pensionarii cu stagiu complet la peste 2000 de lei moldovenești, în timp ce pentru pensionarii cu stagiu incomplet de cotizare, aceasta va crește în medie cu 398 de lei. Ea însăși a catalogat majorarea ca fiind cea mai mare din istoria Republicii Moldova.

#### Criza gazelor naturale din noiembrie 2021
Contractul cu Gazprom pe care Republica Moldova îl avea a expirat la 1 octombrie 2021. Cu toate acestea, ambele părți au stabilit prelungirea contractului pentru încă 30 de zile. Gazprom a livrat gaze în cantități de 3 ori mai mici, la prețuri și de 790 de dolari la mia de metri cub, comparativ cu prețul de 550 de dolari cu o lună în urmă. Comparativ cu anul trecut, Republica Moldova achita costuri de 5 ori mai mari. Guvernul de la Chișinău a operat diverse măsuri de avarie, incluzând pornirea sistemelor de încălzire pe păcură. În acest timp, negocierile cu Federația Rusă au continuat, însă în paralel Republica Moldova a avut și discuții cu alte țări, inclusiv România. Moldova a intrat în stare de urgență pe seama crizei energetice pentru 30 de zile, începând cu 22 octombrie. Președintele Republicii Moldova, Maia Sandu, a discutat personal cu Dmitri Kozak privind problema gazelor.  Vice prim-ministrul Republicii Moldova și ministrul Infrastructurii și Dezvoltării Regionale al Republicii Moldova, Andrei Spînu, a reușit să ajungă la un consens cu Federația Rusă, în avantajul Republicii Moldova. Noul contract are o durată de 5 ani și include prețul cerut de Guvernul de la Chișinău. De asemenea, în ceea ce privește chestiunea achitării datoriilor, Spînu a declarat că Rusia a fost de acord ca un audit independent să stabilească circumstanțele în 2022.
Fostul consilier prezidențial al României de pe vremea președintelui Traian Băsescu, Cristian Hruțuc, a catalogat acordul cu Gazprom drept o victorie a noii guvernări pro-europene de la Chișinău, clauzele favorizând interesele Republicii Moldova.

#### Criza gazelor naturale din ianuarie 2022
Pe fondul instabilității politice și a conflictului ruso-ucrainean, prețul gazelor naturale, dar și al carburanților a crescut la nivel mondial.
Guvernul Republicii Moldova a fost în incapacitate de plată pentru a a achita datoriile de 63 de milioane de dolari către Gazprom, concernul rus anunțând ca este dispus să oprească livrările de gaz începând cu 20 ianuarie. Viceprim-ministrul Republicii Moldova, Andrei Spînu, a declarat că există fonduri pentru a achita doar 38 de milioane. Purtătorul de cuvânt al Președintelui Federației Ruse, Dmitry Peskov, a argumentat că gazul nu poate fi vândut gratuit, dar și că situația creată este exclusiv comercială. Guvernul condus de Natalia Gavrilița a decretat stare de urgență pe 60 de zile, începând cu 20 ianuarie, anunțând că s-au identificat fonduri pentru achitarea unui avans pe luna ianuarie, în valoare de 63 de milioane de dolari, dar și măsura amânării plății TVA pentru Moldovagaz.

#### Războiul din Ucraina

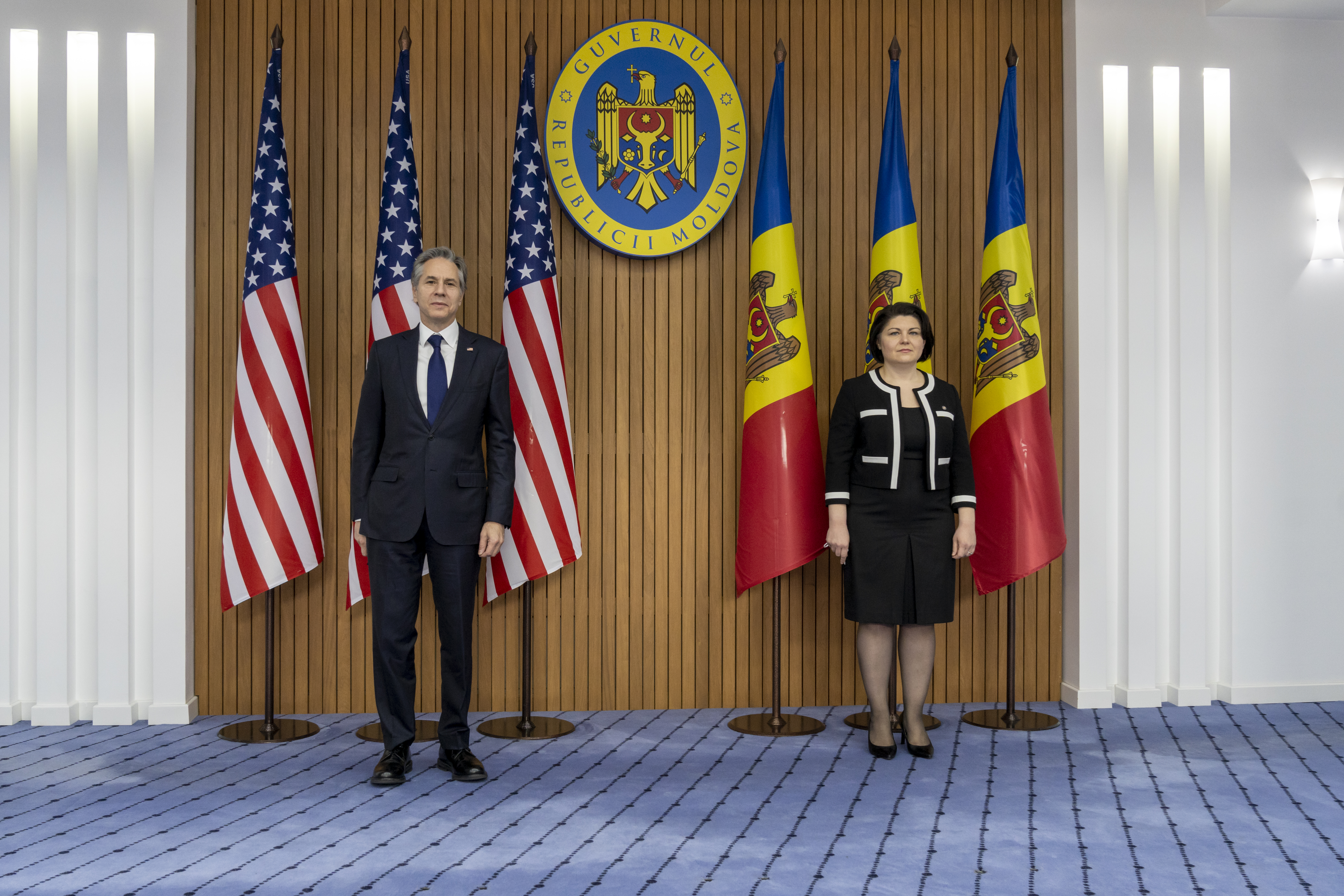
Natalia Gavrilița și secretarul de stat al SUA, Anthony Blinken

După ce trupele rusești au invadat Ucraina în dimineața zilei de 24 februarie, Maia Sandu a convocat ședința Consiliului Suprem de Securitate al Republicii Moldova, în cadrul căruia s-a decis instaurarea stării de urgență generale pe teritoriul Republicii Moldova. Sandu a catalogat invazia din Ucraina drept o încălcare flagrantă a normelor dreptului internațional. Parlamentul a votat în unanimitate, cu votul a 88 de deputați, starea de urgență, care a intrat imediat în vigoare.
În aceeași zi a avut loc o conferință de presă, în cadrul căreia șefa statului a declarat că Republica Moldova este pregătită să primească refugiați din Ucraina. Aceasta a cerut cetățenilor Republicii Moldova să ajute ucrainenii prin a le oferi adăpost, mâncare și produse de primă necesitate. Totodată, a fost făcut apel la calm, declarând că nu există premise ca Republica Moldova să fie implicată în acțiuni militare.
Pentru a contracara dezinformarea, guvernul condus de Natalia Gavrilița a deschis un canal de Telegram guvernamental, numit „Prima Sursă”. Pe acesta, autoritățile publică știri adevărate și combat minciunile și dezinformările.
Într-o conferință de presă, Maia Sandu a anunțat la data de 28 februarie că în primele cinci zile ale războiului au intrat 70.000 de refugiați din Ucraina.
La 3 martie 2022, Maia Sandu a semnat cererea de aderare a Republicii Moldova la Uniunea Europeană în prezența șefei Guvernului, Natalia Gavrilița, și a Președintelui Parlamentului, Igor Grosu. Drept răspuns, o zi mai târziu, autoritățile separatiste din Transnistria au cerut comunității internaționale să recunoască așa-zisa Republică Moldovenească Nistreană, pentru a evita aderarea la Uniunea Europeană.
Atât președinta Sandu, cât și prim-ministra Natalia Gavrilița au avut întâlniri separate cu secretarul de stat american Anthony Blinken, în 6 martie. Omologul american a felicitat Republica Moldova în numele Statelor Unite pentru gestionarea imigranților care au venit din Ucraina. Până la acea dată, conform declarațiilor, au intrat peste 250.000 de cetățeni ucraineni pe teritoriul Republicii Moldova, iar cei care au rămas pe teritoriul Republicii Moldova au ajuns să cântărească 3% din populația stabilă.
În contextul unei creșteri galopante a prețurilor, prim-ministrul Natalia Gavrilița a semnat majorarea salariului minim pe economie, acesta urmând să ajungă la 3550 lei moldovenești de la 1 aprilie curent. La 1 ianuarie 2021, acesta era de 2935 lei moldovenești.

#### Congresul PAS din 15 mai 2022
Conform unui comunicat PAS, alegerile interne în partid vor avea loc pe data de 15 mai 2022. Candidații la funcții interne trebuie să depună o moțiune între 22 și 31 martie. Președintele Parlamentului și actual președinte interimar al PAS, Igor Grosu, și-a anunțat candidatura.

## Ideologie
Partidul Acțiune și Solidaritate este un partid de centru-dreapta, care promovează liberalismul. De altfel, PAS susține integrarea Republicii Moldova în Uniunea Europeană, relații reciproc-avantajoase cu Federația Rusă, parteneriat strategic cu Statele Unite ale Americii, bună prietenie cu statele vecine, România și Ucraina. PAS nu susține aderarea Republicii Moldova la NATO și nu se pronunță clar asupra poziției referitoare la unirea cu România.
Unii politicieni și analiști politici susțin că PAS încă nu și-a ales o ideologie clară, captând un electorat larg, însă această problemă ridică pe termen lung o problemă referitoare la identitatea partidului. În România, PAS are legături cu PSD, PNL și USR.

## Conducerea
Conform celui de-al treilea congres al PAS, la data de 15 mai 2022 a fost aleasă noua conducere a partidului pe un mandat de 4 ani:
- Igor Grosu – președinte; președinte al Parlamentului
- Artur Mija – secretar general; secretar general al Guvernului

### Vicepreședinți pe politici
- Mihai Popșoi – viceprim-ministru, ministru al Afacerilor Externe
- Vladimir Bolea – viceprim-ministru, ministru al Infrastructurii și Dezvoltării Regionale
- Dan Perciun – ministru al Educației și Cercetării
- Radu Marian – președinte al Comisiei parlamentare economie, buget și finanțe
- Liliana Nicolaescu-Onofrei – președinte al Comisiei parlamentare cultură, educație, cercetare, tineret, sport și mass-media
- Virgiliu Pîslariuc – deputat
- Ina Coșeru – deputat
- Sergiu Litvinenco

### Vicepreședinți pe construcție de partid:
- Doina Gherman – vicepreședinte al Parlamentului; președinte al fracțiunii parlamentare
- Lilian Carp – vicepreședinte al fracțiunii parlamentare; președinte al Comisiei parlamentare securitate națională, apărare și ordine publică
- Larisa Voloh – președinte al Comisiei administrație publică
- Veronica Roșca – vicepreședinte al fracțiunii parlamentare
- Ion Groza – deputat
- Adrian Băluțel – șef al cabinetului Președintelui Republicii Moldova

### Membri ai Biroului
- Oazu Nantoi – deputat
- Vasile Grădinaru – deputat
- Roman Cojuhari
- Ana Calinici – deputat

### Biroului Permanent Național

#### Aleși
- Petru Frunze – deputat
- Andrian Cheptonar – deputat
- Liliana Grosu – deputat
- Podreanu Alexei
- Larisa Novac – deputat
- Valentina Manic – deputat
- Angela Munteanu-Pojoga – deputat

#### Din oficiu
- Eugen Sinchevici, președinte al PAS Youth
- Galina Sajin, președinte al PAS Diaspora
- Marcela Adam, președinte al PAS Femei
- Maria Pancu, președinte al PAS Seniori
- Petru Frunze, președinte al Ligii Aleșilor Locali
- Alex Trubca, președinte PAS Chișinău
- Vitalie Jacot, vicepreședinte PAS Chișinău
- Zinaida Popa, vicepreședinte PAS Chișinău
- Dorian Istratii, secretar general OT Chișinău

## Președinții partidului
| # | Nume       | Fotografie | Începutul mandatului | Sfârșitul mandatului |
| - | ---------- | ---------- | -------------------- | -------------------- |
| 1 | Maia Sandu |            | 15 mai 2016          | 10 decembrie 2020    |
| 2 | Igor Grosu |            | din 15 mai 2022      |                      |

## Rezultate electorale

### Alegeri prezidențiale
| An   | Candidat   | Primul tur | Primul tur   | Al doilea tur | Al doilea tur | Rezultat   |
| An   | Candidat   | Voturi     | Procente (%) | Voturi        | Procente (%)  | Rezultat   |
| ---- | ---------- | ---------- | ------------ | ------------- | ------------- | ---------- |
| 2016 | Maia Sandu | 549.152    | 38,71%       | 766.593       | 47,89%        | A pierdut  |
| 2020 | Maia Sandu | 487.635    | 36,16%       | 943.006       | 57,72%        | A câștigat |
| 2024 | Maia Sandu | 656.354    | 42,45%       | 930.139       | 55,35%        | A câștigat |

Maia Sandu a candidat la alegerile prezidențiale din 2016, fiind susținută și de „Platforma Demnitate și Adevăr” (PPDA), Partidul Democrat (PDM), Partidul Liberal Democrat (PLDM), Partidul Liberal Reformator (PLR) și Partidul Verde Ecologist (PVE).

### Alegeri parlamentare
| An   | Voturi  | Procente (%) | Mandate  | +/-  | Statut în legislativ    | Guvern                |
| ---- | ------- | ------------ | -------- | ---- | ----------------------- | --------------------- |
| 2019 | 380.181 | 26,84        | 14 / 101 | ▲ 14 | Guvern de coaliție      | Sandu (PSRM-PAS-PPDA) |
| 2019 | 380.181 | 26,84        | 14 / 101 | ▲ 14 | Opoziție                | Chicu (PSRM-PDM)      |
| 2021 | 774.754 | 52,80%       | 63 / 101 | ▲ 49 | Majoritate parlamentară | Gavrilița (PAS)       |
| 2025 | TBD     | TBD          | TBD      | TBD  | TBD                     | TBD                   |

### Alegeri locale

#### Consilii raionale și municipale
| An   | Voturi  | Procente (%) | Mandate    | +/- |
| ---- | ------- | ------------ | ---------- | --- |
| 2019 | 253.010 | 23,53        | 263 / 1108 |     |
| 2023 |         |              | 357 / 1086 | ▲94 |

#### Consilii orășenești și sătești
| An   | Voturi  | Procente (%) | Mandate      | +/-   |
| ---- | ------- | ------------ | ------------ | ----- |
| 2019 | 196.887 | 21,31        | 2413 / 10472 |       |
| 2023 |         |              | 3189 / 9972  | ▲ 776 |

#### Primari
| An   | Primari | Procente (%) | Mandate   | +/-   |
| ---- | ------- | ------------ | --------- | ----- |
| 2019 | 172     | 19,1         | 172 / 898 |       |
| 2023 | 291     | 32,51        | 291 / 898 | ▲ 119 |

Prezidențiale 2016 (turul I)
Prezidențiale 2016 (turul II)
Parlamentare Proporționale 2019
Parlamentare Uninominale 2019
Locale 2019
Prezidențiale 2020 (turul I)
Prezidențiale 2020 (turul II)
Parlamentare 2021
Locale 2023
Prezidențiale 2024 (turul I)
Prezidențiale 2024 (turul II)